# Injerto

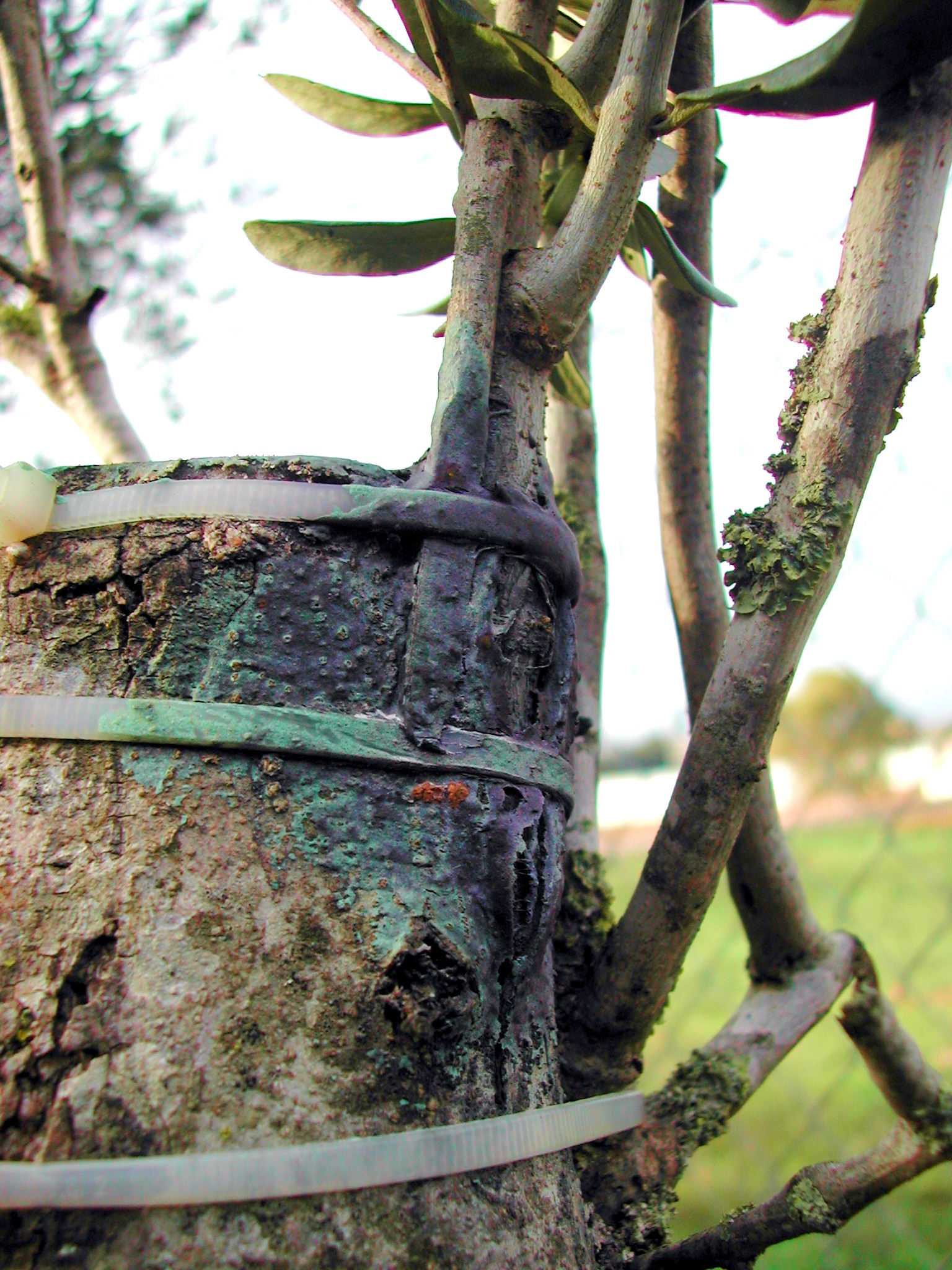
Injerto de olivo.

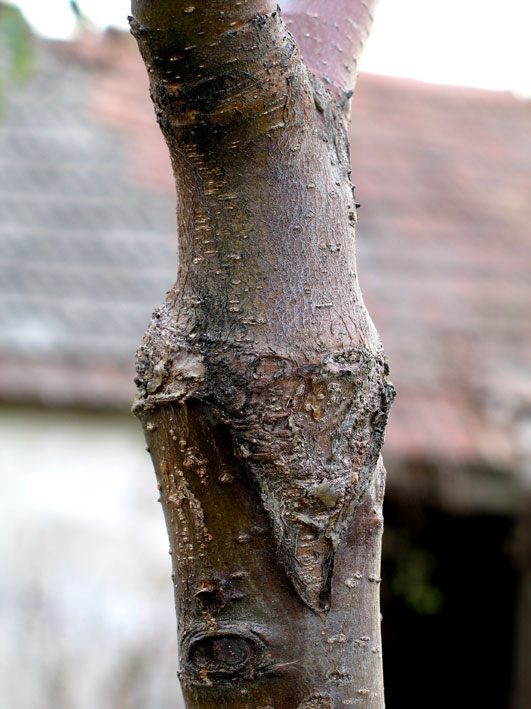
Injerto de manzano.

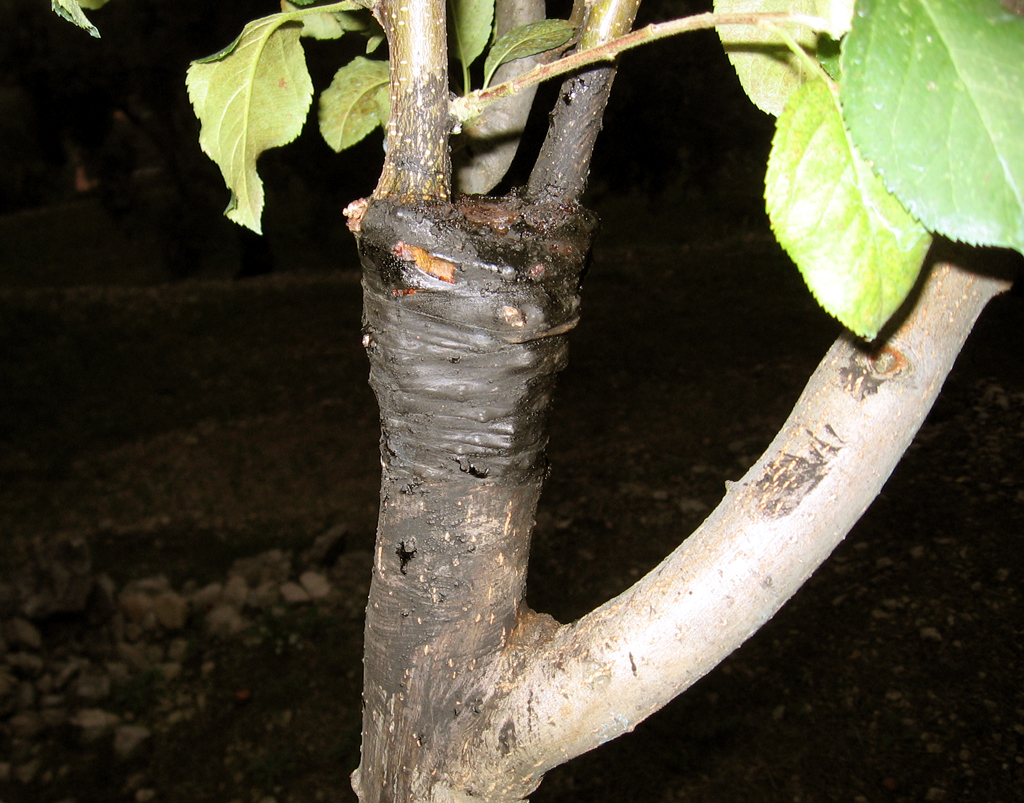
Injerto de hendidura.

El injerto (también enjertación) es un método de propagación vegetativa (no reproducción) artificial de las plantas, en el que una porción de tejido procedente de una planta —la variedad o injerto propiamente dicho— se une sobre otra ya asentada, de tal modo que el conjunto de ambos crezca como un solo organismo. El injerto se emplea sobre todo para propagar vegetales leñosos de uso comercial, sean frutales u ornamentales.
El injerto se emplea para permitir el crecimiento de variedades de valor comercial en terrenos o circunstancias que les son desfavorables, aprovechando la mayor resistencia del pie usado, o para asegurarse que las características productivas de un ejemplar se mantienen inalteradas, frente a la dispersión genética que introduce la reproducción sexual. En el caso de híbridos de número cromosómico impar, que son estériles por naturaleza, la propagación vegetativa es la única manera de reproducción posible. Más raramente, el injerto se utiliza para unir más de una variedad en un mismo patrón, obteniendo así un único ejemplar que produce frutos o flores de varias características. 
El injerto solo es posible entre especies más o menos estrechamente relacionadas, puesto que de otro modo los tejidos resultan incompatibles y la conexión vascular necesaria para la supervivencia de la variedad no se realiza. Normalmente el límite está dado por la pertenencia a un mismo género, aunque existen excepciones; géneros estrechamente emparentados, como algunos de las rutáceas o las cucurbitáceas, pueden funcionar como pie para especies afines.
En la mayoría de los casos, una de las variedades se selecciona como raíz por su resistencia, el tallo de la especie elegida como variedad se injerta sobre esta base. En otros casos, una yema de la variedad se injerta lateralmente en el tronco del patrón, y solo después de asegurarse la fusión exitosa se corta este último.

## Historia
El injerto es una técnica conocida desde la Antigüedad. Está documentado en China desde comienzos del I milenio a. C., y en Occidente ya la Grecia clásica lo conocía. Aristóteles describe con bastante detalle las técnicas empleadas en su época, y los escritores agrícolas romanos las documentan asimismo. Aunque el interés en la práctica continuó y se estimuló en el Renacimiento, no sería hasta el siglo XVII en que Henri Louis Duhamel estudiase la función de los tejidos en el proceso de injerto, investigaciones continuadas por Hermann Vöchting que sentaron las bases de los conocimientos modernos sobre injerto. A partir de los años 1920 se cuenta con descripciones científicas del injerto en púa, y a partir de los '50 se popularizó en cucurbitáceas y solanáceas. La extensión del cambium en éstas es la que parece favorecer su aplicación.

## Finalidad del injerto
El procedimiento de injerto puede aplicarse a varios objetivos distintos:

### Resistencia
En las especies de interés comercial, la finalidad más común es la resistencia a enfermedades presentes en el suelo que imposibilitarían el normal desarrollo de la variedad si ésta se plantase directamente. De ese modo, el vegetal que podría resultar afectado no entra realmente en contacto con los patógenos, mientras que el patrón que es resistente cumple la función de estrato intermedio aislante. En estos casos, el patrón se reduce por lo común al sistema radical. Las plagas controladas de este modo suelen ser hongos o nematodos; en el caso de la vid (Vitis vinifera), por ejemplo, los cultivares europeos producen un fruto de mayor calidad, pero son sensibles al hemíptero Dactylosphaera vitifoliae, la filoxera, mientras que los de origen americano son resistentes a este. La casi totalidad de los viñedos de la actualidad emplean injertos de los primeros sobre raíz americana para evitar la afección.

### Nutrición
Del mismo modo, los injertos pueden utilizarse para cultivar variedades con requerimientos relativamente estrictos en materia de nutrición sobre pies más rústicos. Esta práctica es generalizada en el caso de los cítricos, en que se utilizan pies capaces de sobrevivir en suelos pobres —como la naranja espinosa, Poncirus trifoliata, y la naranja amarga, Citrus x aurantium— para injertar otras especies de mayor interés comercial.

### Reproducción
En el caso de híbridos obtenidos artificial o naturalmente que poseen características deseables, la reproducción por injertos es la única manera de obtener ejemplares que las conserven. Este es el caso de la mayoría de variedades de frutales sin semilla, que se producen in vitro y se injertan luego sobre pies ya asentados.

### Aceleración del ciclo
El uso de injertos permite acelerar la madurez reproductora de plántulas seleccionadas, aprovechando la madurez del pie. También permite iniciar nuevas plantaciones injertando ramas adultas en pies ya establecidos. Las ramas adultas conservan su edad y pueden producir frutos al año siguiente. 

### Enanización
El uso de ciertos pies permite obtener variedades de tamaño reducido, que facilitan la cosecha en el caso de las especies de valor comercial, o poseen interés como ornamentales. Los pies enanizantes, o de bajo vigor, permiten tener mayor cantidad de plantas en una superficie dada sin que la reducción del rendimiento de cada una de ellas sea proporcional a su reducción de tamaño. De esta manera, se pueden alcanzar mayores producciones, sobre todo, cuando el enanismo se potencia con la precocidad
...

## Procedimiento
Para realizar un injerto, los tejidos de ambas plantas deben entrar en contacto. En ningún momento las células se mezclan; los tejidos por encima y debajo del punto de injerto permanecen por completo diferentes. La unión viene dada por la formación de un callo parenquimático a raíz del corte. Algunas de las células del callo se transforman, en condiciones adecuadas, en meristema cambial que puede volver a producir tejido vascular, estableciendo así la comunicación simplástica entre ambas partes. La temperatura y humedad del injerto debe mantenerse controlada para favorecer esta unión. En los injertos en plantas herbáceas, las comunicaciones vasculares del xilema y floema se forman directamente a partir del parénquima del callo.
En la primera fase del proceso de injerto, las células puestas en contacto reaccionan ante el tejido extraño. Solo luego la unión se completa mediante la división de los tejidos adyacentes en las superficies opuestas, y la firmeza de la fijación aumenta lentamente. La efectividad depende de la formación de conductos vasculares entre las partes y el depósito de polisacáridos en el tejido de unión. En los cuatro primeros días, aproximadamente, la división celular es activa, y el número de traqueidas experimenta un rápido aumento; durante un período posterior la diferenciación continúa, pero no aumenta el número de traqueidas. y en los 3 días siguientes las traqueidas continúan diferenciándose pero no aumentan en número. La resistencia del injerto es proporcional a la cantidad de polisacáridos depositados en la unión.

## Tipos de injertos

### Por aproximación
Consiste en soldar 2 ramas. 
1. Se hace a partir de dos plantas enteras.
2. Tienen que estar plantadas cerca una de otra, o bien, juntarlas si es que están en macetas; o una plantada en tierra y otra en maceta.
3. Se practica un rebaje en cada rama quitando unos centímetros de corteza con un poco de madera. Las partes quitadas deben ser iguales y a la misma altura.
4. Luego se unen encajando perfectamente. La clave de los injertos es que queden en contacto el cambium del patrón y el cambium de la variedad. Si se pone solo un poquito en contacto, el injerto fracasa.
5. Se ata y se cubre todo con mástic o cera de injertar.
6. Una vez que se ha producido la unión entre las dos plantas, se corta por encima de la unión la planta que NO queremos que forme el tronco y las ramas, sino que aporte únicamente sus raíces.
7. Se puede dejar con dos pies (dos sistemas radicales) para dar más vigor al injerto, o se puede cortar el pie de la planta injertada por debajo del injerto. Este pie puede volver a brotar y servir para injertarle otra púa.

Ejemplos para hacer injerto de aproximación: mimosa (Acacia dealbata) con otra acacia que sea resistente a la caliza; pino piñonero sobre pino carrasco, etc.

El injerto por aproximación se emplea en los árboles que son difíciles de injertar por otro tipo

#### De hendidura

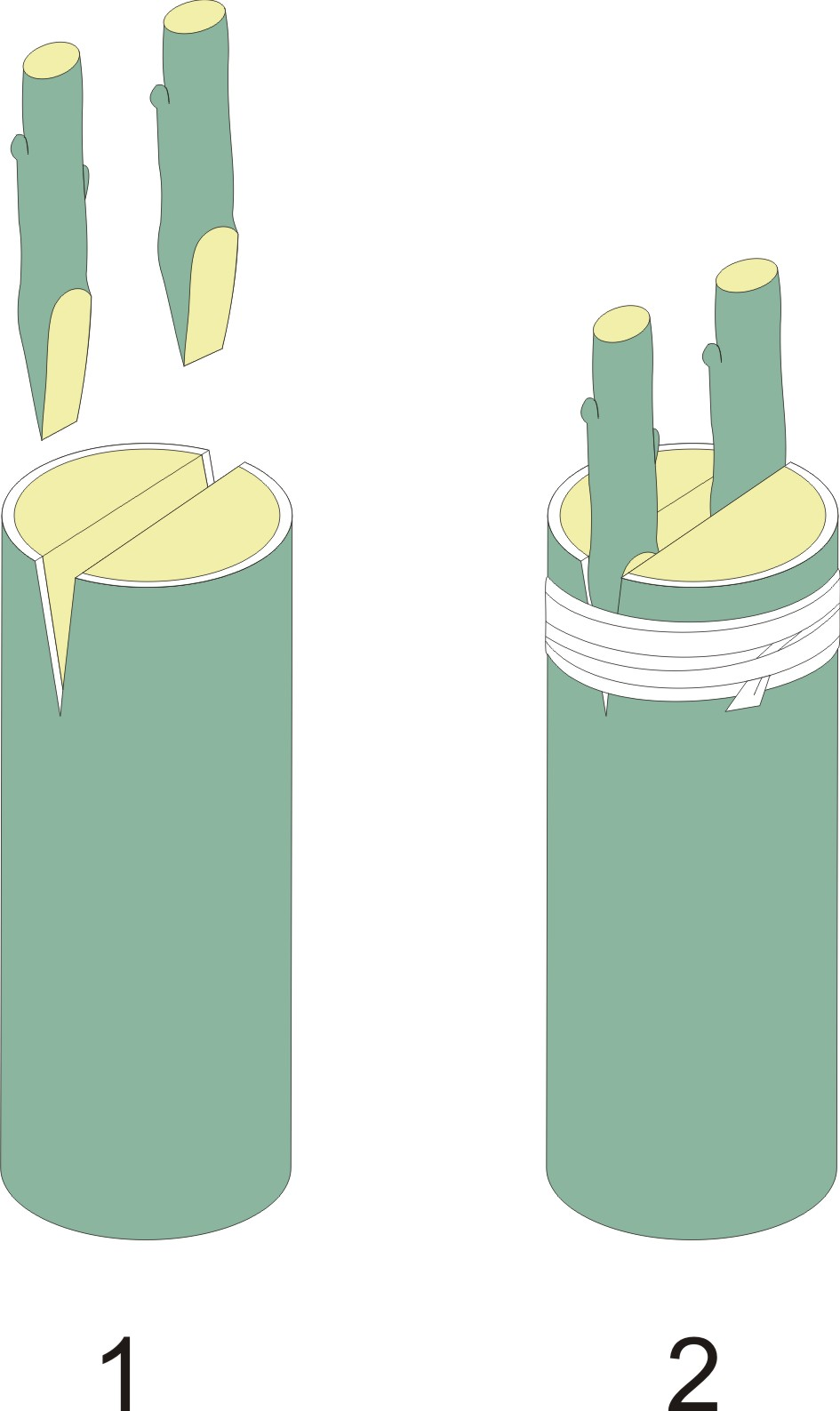
Pasos de la realización de un injerto de hendidura simple.

Es un método en que se reemplaza el extremo del tallo del patrón por un injerto que contenga algunas yemas. Ambos deben ser de un diámetro semejante para que sus cortezas puedan entrar en contacto. Al patrón se le corta el tallo principal y se practica una hendidura en forma de V. El injerto, llamado púa, es una rama pequeña que contenga unas dos o tres yemas. Se corta en bisel, de modo que pueda introducirse en la hendidura del patrón. Para evitar que se separen, suele envolverse la unión con alguna cinta de rafia, algodón u otra materia orgánica, o con algún adhesivo o cera.
Existen varios métodos para realizar injertos de hendidura:
- De hendidura inglés
- De corona
- De puente
- De silleta
- De hendidura simple
- De incrustación

1. Se corta el tallo que sirve como patrón y se le hace en la parte superior una hendidura en el sentido de la diagonal, en forma de cuña. A continuación se escogen unas púas que tengan varias yemas y se cortan por la parte inferior también en forma de cuña para que encaje en la hendidura. (Figura 1 del gráfico).
2. Una vez introducidas las púas en el patrón se liga. (Figura 2 del gráfico)
3. Después se debe cubrir de pez, betún, cera o cemento rápido, aunque es mejor la resina vegetal.

### De yema

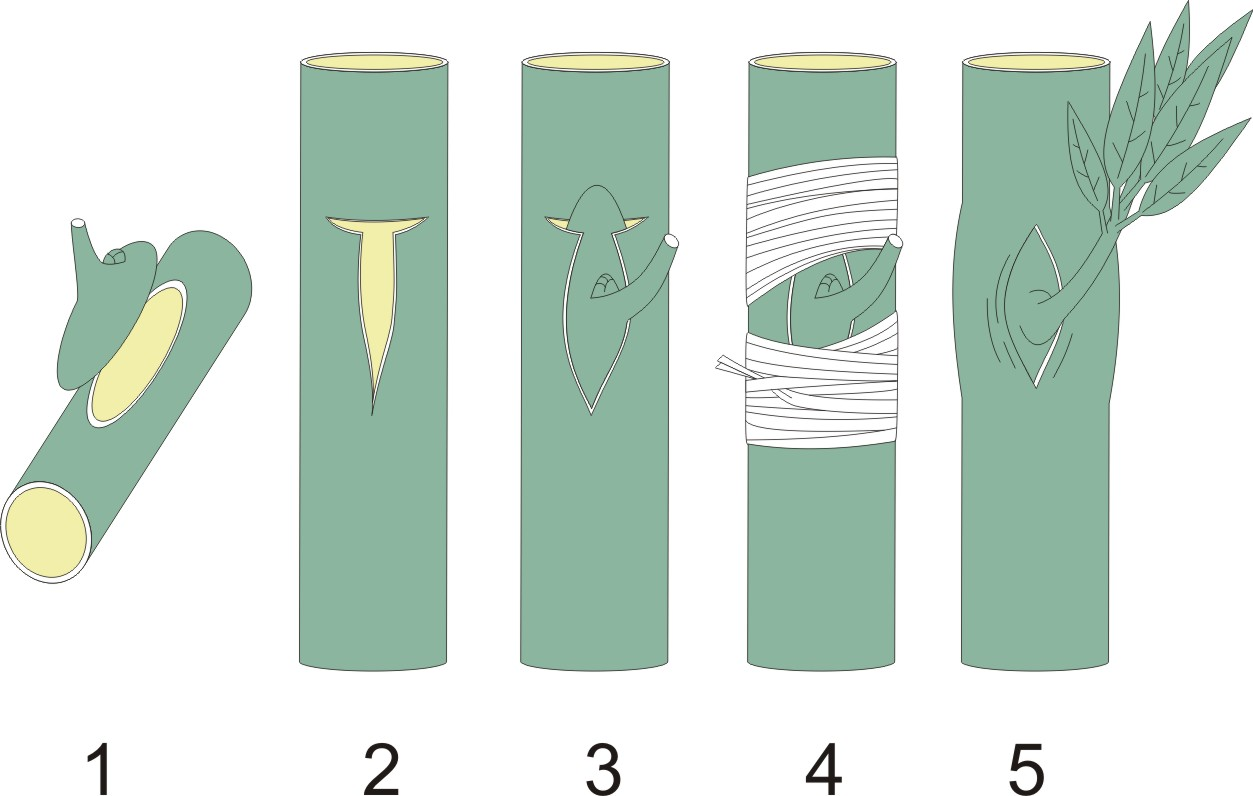
Pasos de la realización de un injerto de yema.

En este sistema de injerto por yema se conocen varios tipos de injertos pero los más utilizados son:
- Parche
- Anillo
- Microinjerto
- Injerto en T

Este sistema, también llamado injerto de escudete o injerto inglés, usa un trozo de corteza del injerto que se introduce bajo la corteza del tronco del patrón. El trozo de injerto se obtiene de una rama joven, sacando una sección rectangular de la zona que rodea a una yema foliar, semejante a un escudo romano. Este escudete se inserta bajo la corteza del patrón a través de un corte en forma de T, de modo que permanezca protegido y aprisionado. Se practica cuando la corteza se desprenda más fácilmente de la madera, y aproximadamente a los 15 o 20 días después del injerto se retiran las cintas de amarre por peligro de estrangulamiento (al engordar la planta). Cuando brotan las yemas injertadas, se corta la parte superior del patrón para permitirles ser la rama dominante.